# Jerkština
Jerkština (anglicky Yerkish) je umělý jazyk, který vytvořil v roce 1971 Ernst von Glasersfeld na Yerkes National Primate Research Center v Atlantě za účelem komunikace mezi lidmi a lidoopy. Skládá se z více než dvou set lexigramů, geometrických obrazců symbolizujících slova. Pokusný primát mačká tlačítka s příslušnými lexigramy, které si výzkumníci čtou na obrazovce v překladu do angličtiny. Za správně napsanou větu je opice odměněna pamlskem. Prvním účastníkem pokusu byla v roce 1973 šimpanzí samice Lana. Experiment prokázal, že šimpanzi dokážou chápat i aktivně používat abstraktní pojmy, stejně jako rozšiřovat si slovní zásobu.